# Карлос Кальво Собрадо
Карлос Кальво Собрадо (ісп. Carlos Calvo Sobrado, нар. 18 вересня 1985, Мадрид) — іспанський футболіст, що грав на позиції півзахисника, зокрема за «Херес».

## Ігрова кар'єра
В сезоні 2004–2005 включався до заявки «Ельче», проте в дорослому футболі дебютував лише наступного сезону виступами за «Реал Вальядолід Б» у третьому іспанському дивізіоні. Згодом грав на тому ж рівні за команди «Вільяхойоса» та «Алькояно».
2007 року перейшов до друголігового «Хереса», де став стабільним гравцем основного складу команди і вже за два роки допоміг їй стати переможцем Сегунди. Таким чином сезон 2009/10 проводив вже на рівні елітної Ла-Ліги.
Влітку 2010 року перейшов до італійського «Удінезе», у складі якого, утім, не заграв, натомість віддавався в оренду на батьківщину до друголігових «Гранади» та «Еркулеса».
2012 року остаточно повернувся до Іспанії, уклавши контракт з «Альмерією», також представником Сегунди. В подальшому протягом решти 2010-х грав за грацький клуб «Шкода Ксанті», низку іспанських команд другого і третього дивізіонів, а також за індійський «Джамшедпур» та мальтійський «Сліма Вондерерс».
Завершував ігрову кар'єру у 2020–2021 роках у добре йому знайомому «Хересі», що на той час змагався вже у четвертому дивізіоні першості Іспанії.